# Iszlám kalligráfia

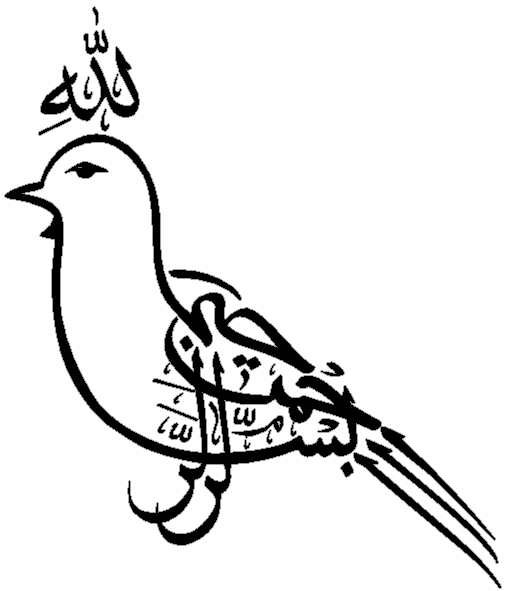
Biszmilla: Isten, a könyörületes és irgalmas nevében (figurális kalligráfia)

Az iszlám  kalligráfia (arab nyelven: khatt) az arab írásjegyek és az ezekkel leírt szöveg művészi ábrázolása. Az arab, oszmán-török, perzsa és urdu szövegek  megformálása közös iszlám örökségre vezethető vissza. Fejlődése szorosan kötődik az iszlám vallás szent szövegéhez, az isteni  kinyilatkoztatáshoz, a Koránhoz. Bár Mohamed ezt a szöveget kimondott szó formájában ismerte meg, ennek írásbeli rögzítése a tartalomhoz hűen magasztos formát követelt meg. Sokan az arab művészet legnemesebb fajtájának tartják, mert ez hozza közelebb Isten szavát a hívőhöz.
A képírásos kínai írásjegyektől eltérően az arab írásjelek teljesen fonetikusak, figuratív gyökerek nélkül. A kalligrafikus jelleget az írásjelek kötése, ritmusa és folyamatossága biztosítja.

## Az írás jellegzetességei

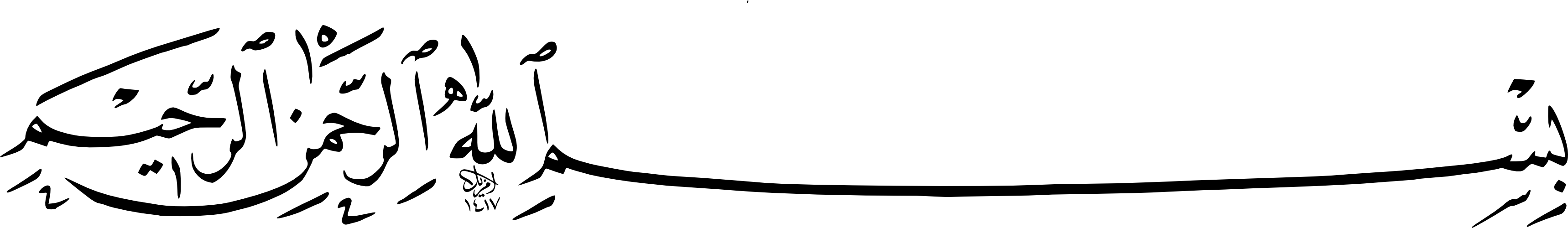
A Biszmilla-formula naszhi írással

A Biszmilla-formula kúfi írással

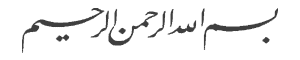
A Biszmilla-formula nasztalik írással

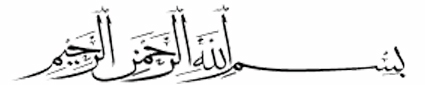
A Biszmilla-formula muhakkak írással

A Biszmilla-formula rika írással

A Biszmilla-formula szulusz írással

Az arab írás a szír vagy nabateus ábécéből származik, amely korban jóval  megelőzi az iszlám keletkezését. Az írás  meglehetősen kezdetleges jellegű volt,  nagy betűkkel. A 7. században a sémi írásokhoz hasonlóan a 28 arab írásjegy között még nem találni magánhangzót, néhány szó jelentését csak a kontextusból lehetett kitalálni.  Az arab ábécé gyakorlatilag nagybetűk nélküli kurzív írás, azonban a legtöbb betűnek négy alakja van, attól függően, hogy a szó elején, közepén, végén vagy önállóan áll, illetve hogy köthető-e balra. Az arab írás jobbról balra halad, a betűk kötése is ehhez igazodik. Bár jobbról mindegyik írásjel köthető, balról néhányuk nem, ezért a folyamatos szövegben szünetek keletkeznek. Léteznek mássalhangzók, amelyek hosszú magánhangzó értékekkel is bírnak, ám  a rövid magánhangzókra csak a szöveg kontextusa utal. Az írás fejlődése során a pontos érthetőség érdekében bevezették a mellékjelek használatát, először a pontokat az egymással könnyen összetéveszthető betűalakok megkülönböztetésére (pl. a 'b': ﺏ és a 't': ﺕ). 
Mivel a figurális ábrázolás tilalma több szigorúbb muszlim területen fennállt, a díszítőművészet elsődleges formája a kalligráfia maradt. Az építészet esetében falfestményekkel, csempe- és mozaikkirakásokkal értek el dekoratív hatásokat.  Muszlim városok tucatjaiban alapítottak kalligráfusműhelyeket, ahol a Koránt másolták. A könyvek alapanyaga ekkor még a pergamen volt.

## A stílus
A betűk és betűcsoportok arányait hosszas tanulással sajátították el a kezdő kalligráfusok. A pergamenre kúfi stílusban írt Korán-szövegeket nem szavak, hanem az esztétika követelményeinek megfelelő betűcsoportok alapján helyezték el az oldalakon. A teljes lap, sőt a szemben levő oldalak tervezése során törekedtek az együttes  harmóniára,  ami nem egyszer az olvashatóság rovására ment. Egyes vallásos szövegeket, szentnek tartott szavakat különböző tárgyakra vagy épületekre festettek, vagy vízjeles papírokra rajzoltak, amiket laponként vagy albumokba kötve árusítottak.
Nemcsak a területi jellegzetességek határozták meg az írás stílusát, hanem a kívánt cél is. A  muhakkak írás komoly és olvasható. A nasztalik  kecsességét a költészet használta ki, de személyes jellegű levelezésnél a közérthetőség lebegett a kalligráfusok szeme előtt, így a rika jöhetett számításba. Az uralkodó rendeleteihez és kinyilatkoztatásaihoz a fennkölt kifejezésmód illett, illetve az az igény, hogy elkerüljék a hamisítást. Erre szolgált a díváni írás.
Egyes stílusok  hosszú távon fennmaradtak, mások elenyésztek, elavultak. Például a kúfi elvesztette korai népszerűségét, mivel meglehetősen nehéz volt ezzel írni.

### Írásfajták

#### Kúfi
A 7. századtól a 12. századig a Korán lejegyzésénél szinte kizárólag  a 17 betűből álló  kúfi írás volt (az iraki Kúfa városáról) az egyeduralkodó, és az egész arab világban elterjedt. Erre az írásmódra jellemző a szimmetrikus, de szögletes kontúr és a határozott körvonal. Talán itt figyelhető meg leginkább a nabateus örökség. Az arab írás legősibb formája, a magánhangzóértékeket jelölő diakritikus pontok nélkül.  Az írásképek változatos kombinációjával levél-, inda- és virágmotívumokkal színesítették, úgy, hogy az íráskép a lehető legjobban törekedjen a  betűk egyensúlyára. Ennek érdekében egyes írásjelek összefonódtak, különböző alakzatokat ábrázoltak. Ez a Korán lejegyzésénél soha nem fordulhatott elő, azonban épületek feliratainál, edények díszítéseinél sűrűn használták. 

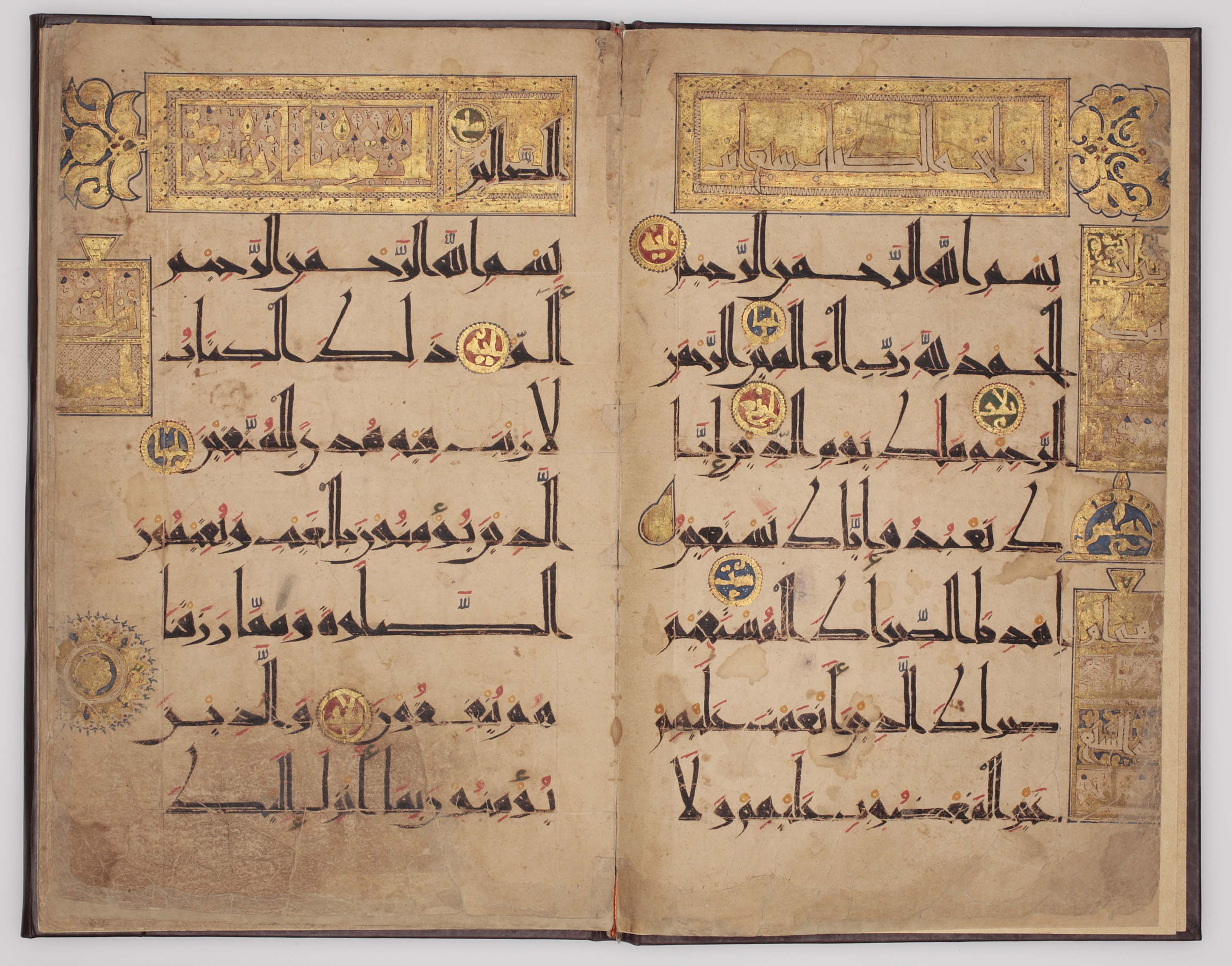
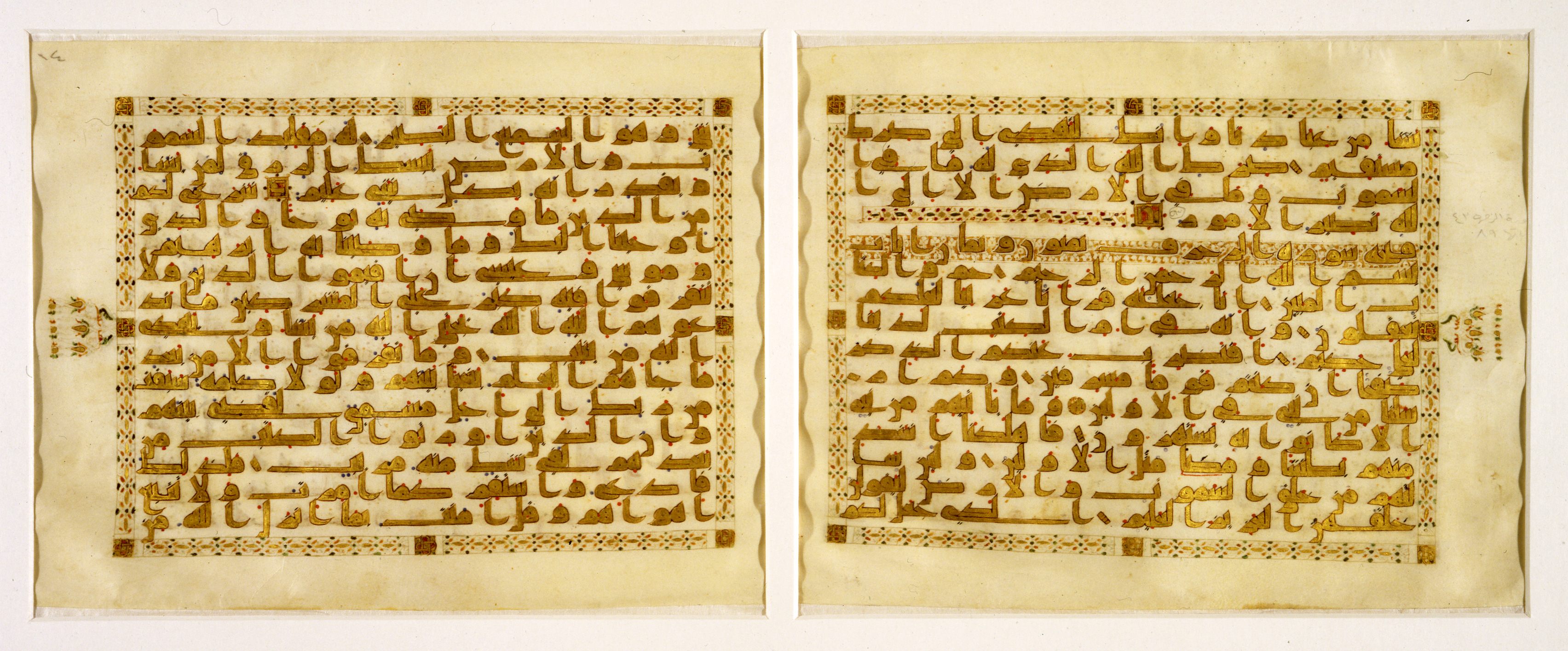
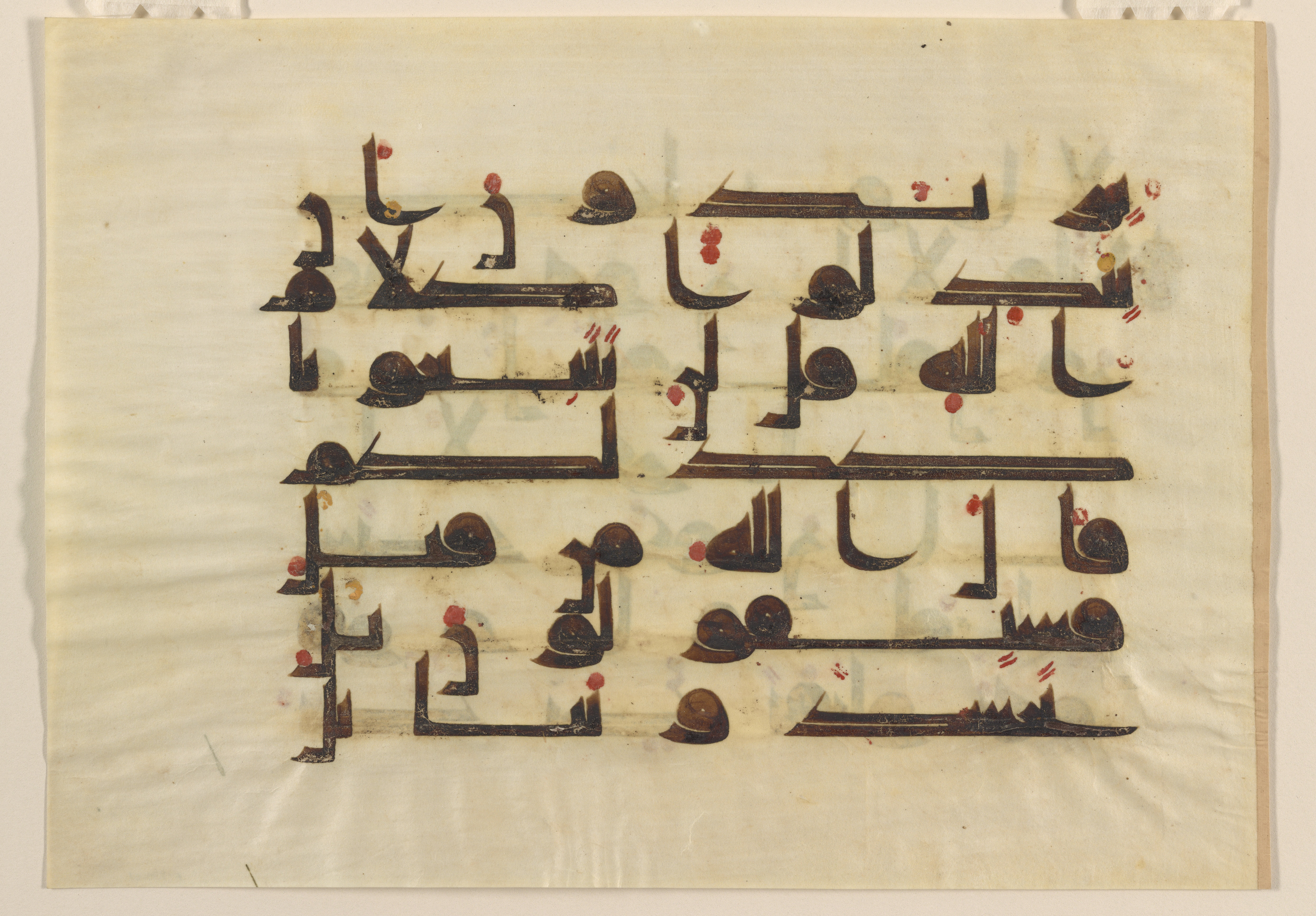
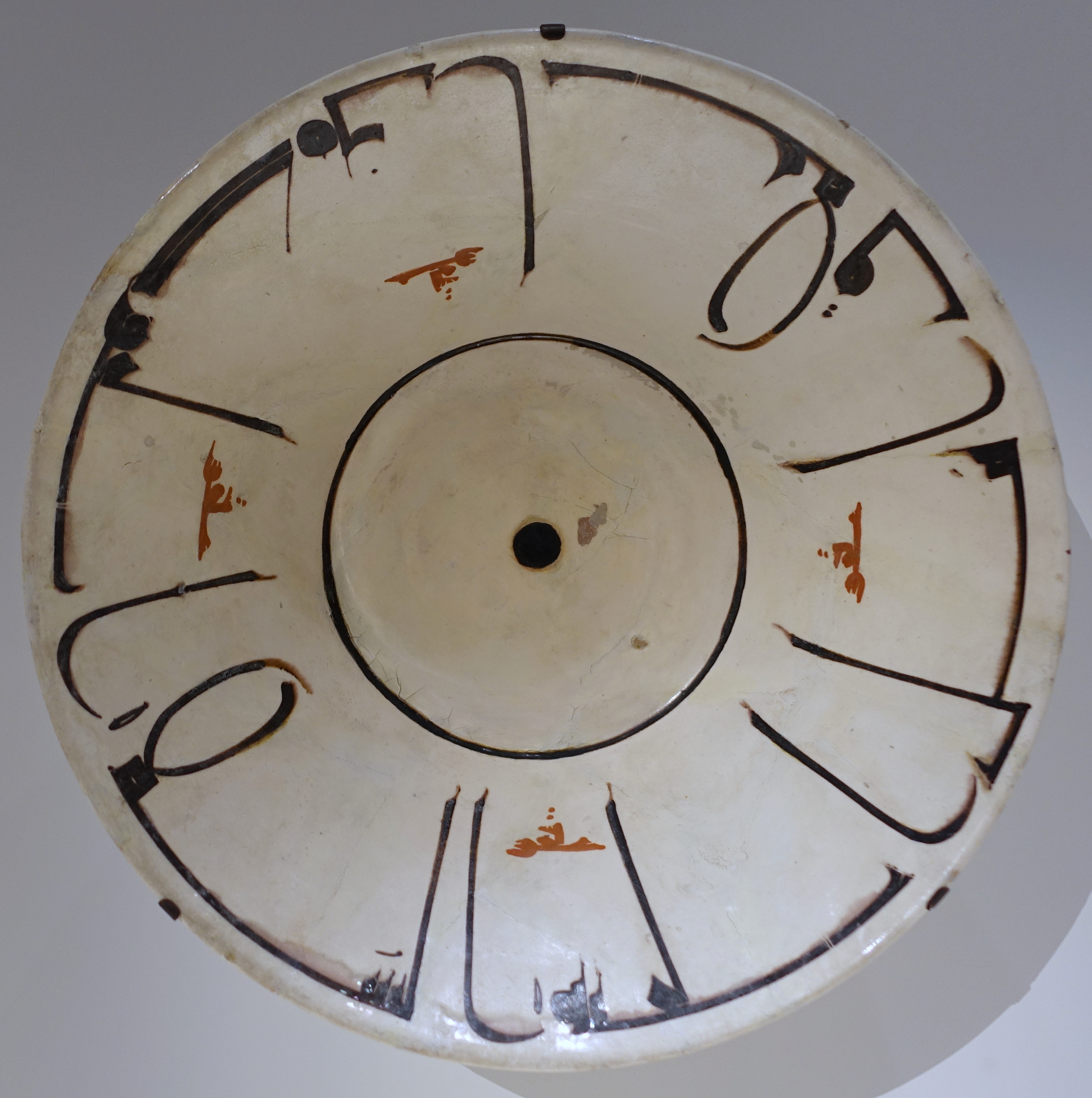

A kúfi stílusú írás mellett létezett pár lekerekített, gömbölyűbb írásfajta is, amelyet nem szent szövegek másolására, hanem a napi üzleti életben, a tudományos iratokban és levelezésekben használtak.Ibn Mukla (megh. 939) összegyűjtötte az akkoriban létezett írásformákat és csoportokba rendszerezte azokat. Így jöttek létre a riká, naszhi, nasztalik, muhakkak, riháni, tauki, szulusz elnevezések, amelyekből később a kalligráfusok a jelenleg ismert stílusirányzatokat kifejlesztették.

#### Naszhi
A legelterjedtebb a folyóírásra inkább alkalmas naszhi stílus volt. A neve a naszaha, azaz „átírni” vagy „másolni” igéből származik. Könnyen olvasható, a 10. századtól folyamatosan váltotta fel a Korán  írásképét, majd a népszerű könyvek között is megnövekedett a szerepe. Ezt az írástípust adaptálták a 19. században  nyomtatási célra,  a mai napig ez a leggyakoribb betűtípusa a nyomtatott arabnak. gyakran a nagyobb szulusz írással együtt használták. Şeyh Hamdullah dolgozta ki a máig használatos betűformákat a 15. században. Naszhi írással papírra először Ibn al-Bavváb írta a Korán szövegeit 1001-ben. A 12. században ünnepelt kalligráfus volt Jakút al-Musztaszími (megh. 1298), akit később a perzsa és oszmán török kalligráfus művészek példaképüknek tartottak. 

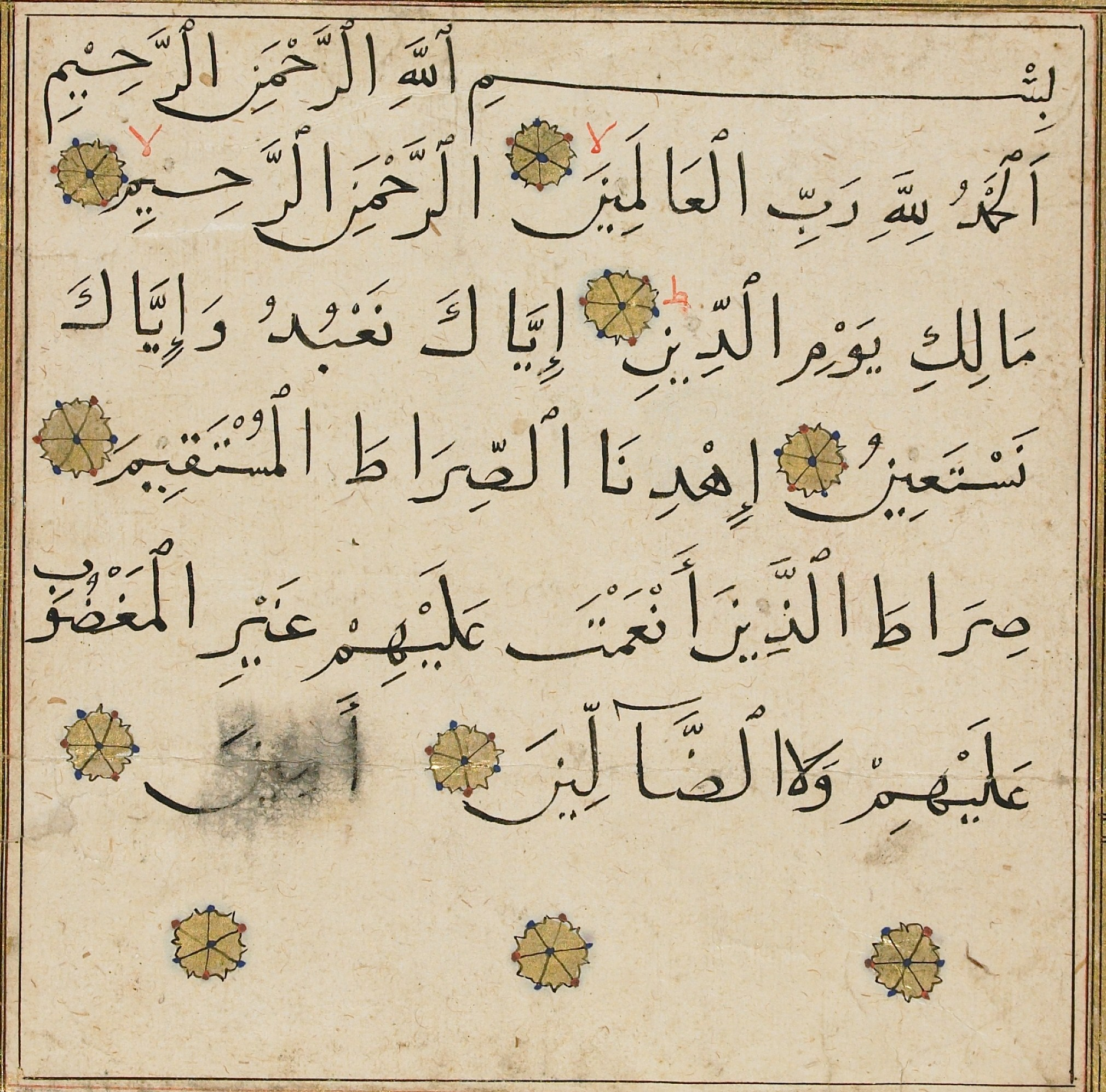
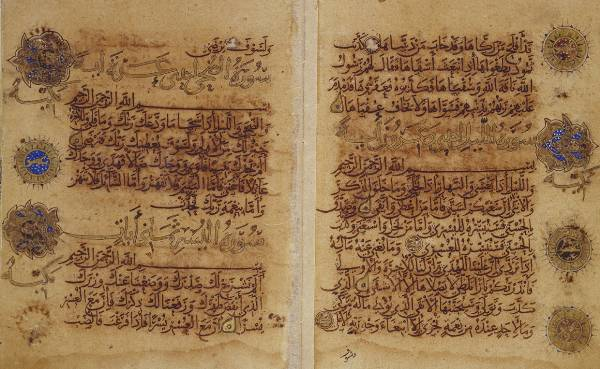

#### Szulusz
A szulusz neve az arab „egyharmad”-ból származik, és a tollra utal, amivel írták. A naszhi írással együtt használták, címeket és építészeti feliratokat találunk ebben a stílusban. Már a 10. században kialakult, de máig használatos. Ma is ismert alakját szintén Şeyh Hamdullah dolgozta ki a 15. században. Jellemzője, hogy a függőleges vonalak balra ferdülnek, a vízszintesek mély görbületet képeznek. A betűk gyakran átfedik egymást. A szulusz stílus a szakértők szerint a kalligráfia legmagasabb formája. 

#### Magrebi
Eközben a kúfi írás sem ment feledésbe, a helyi jellegzetességek kialakulásával az írásképek változatos stílusa jött létre, például a perzsa dőlt kúfi, illetve az Észak-Afrikában és a hispániai Omajjádok alatt (Almorávidák, Almohádok, Granadai Emírség) használt u.n. magrebi, azaz „nyugati” stílus. Ennek jellegzetessége a nagy hurkok és görbék, egyenletes vonalvastagság, és a vízszintes alapvonal, amelyre az írást fektették. Gyakran barna festékkel írták. 

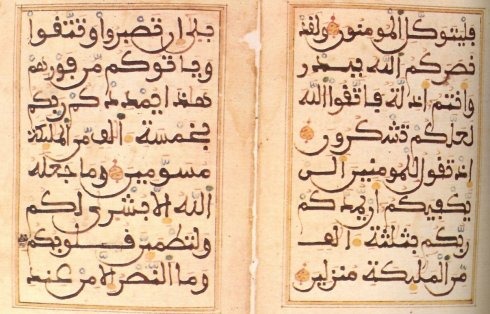
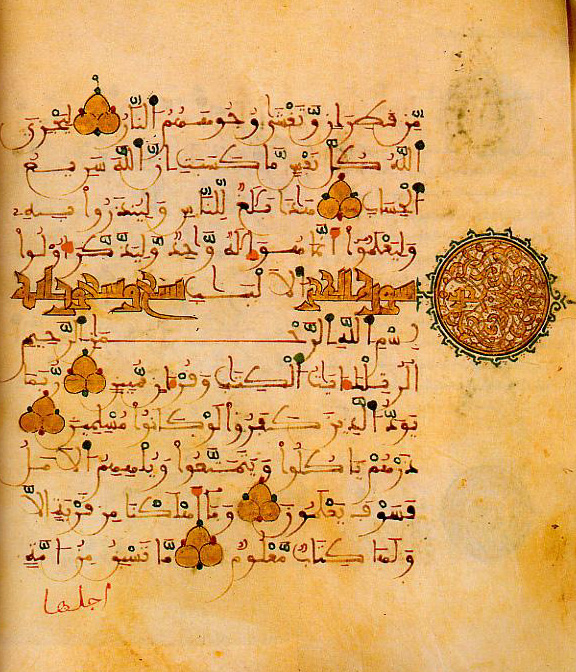

#### Tálik és sikaszte
A 11. században kialakult  tálik írásfajtát (jelentése függesztett) az uralkodói udvarban használták könyvek és levelek hivatalos lejegyzésére, de irodalmi művek, versek és önálló kalligráfiák is készültek ebben a stílusban. Jellegzetes, hogy a balra nem kapcsolható írásjeleket mégis összekötötték, a vonalak csökkennek a hurkokban, illetve a sorok között nagy tereket hagynak ki. 
A sikaszte jelentése: megtört, mert ez az íráskép a nasztalik (vagy tálik) írásból ered, de a folyamatos íráskép helyett betűnként, szavanként szüneteket találunk. Hosszabb dokumentumok lejegyzésére használták, mert könnyű volt gyorsan írni, de használták világos, vizuális stílusa miatt költői művek írására is és hivatalos proklamációk is születtek ebben a stílusban. A 14. században fejlesztették ki, a 19. századi iráni uralkodóház, a Kádzsár Dinasztia hivatalos írásmódja volt. A balra nem kapcsolható betűket is kapcsolták, így úgynevezett „jogosulatlan ligatúrák” keletkeztek. A függőleges tollvonások rövidek, bizonyos leveleket átlósan jegyeztek ezzel az írással, így sokszor bonyolult formák alakultak ki, amit nehezen lehetett elolvasni. 

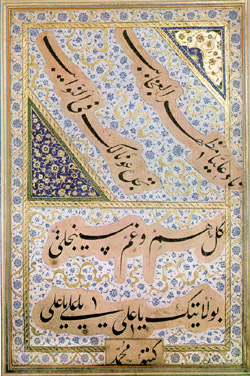
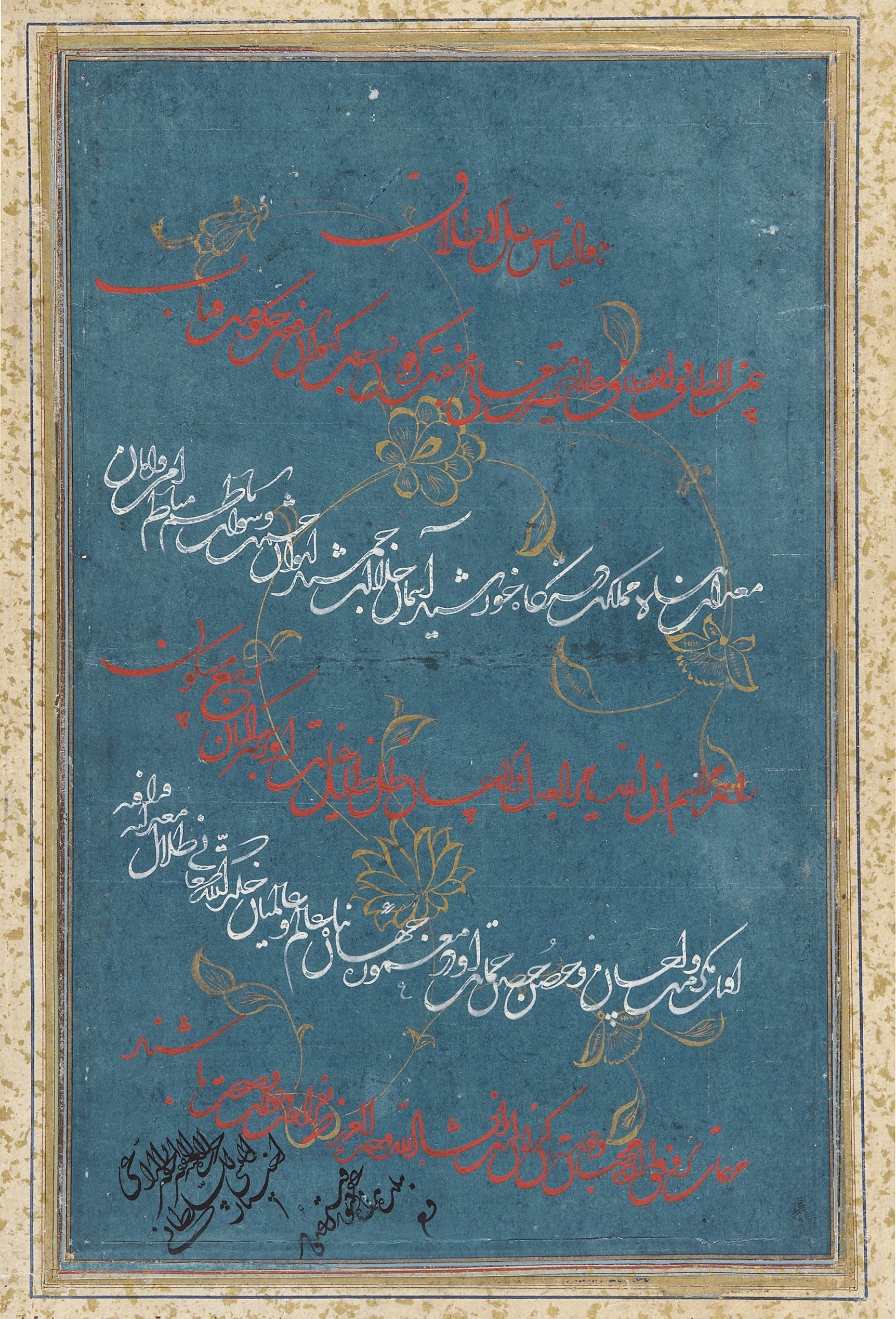
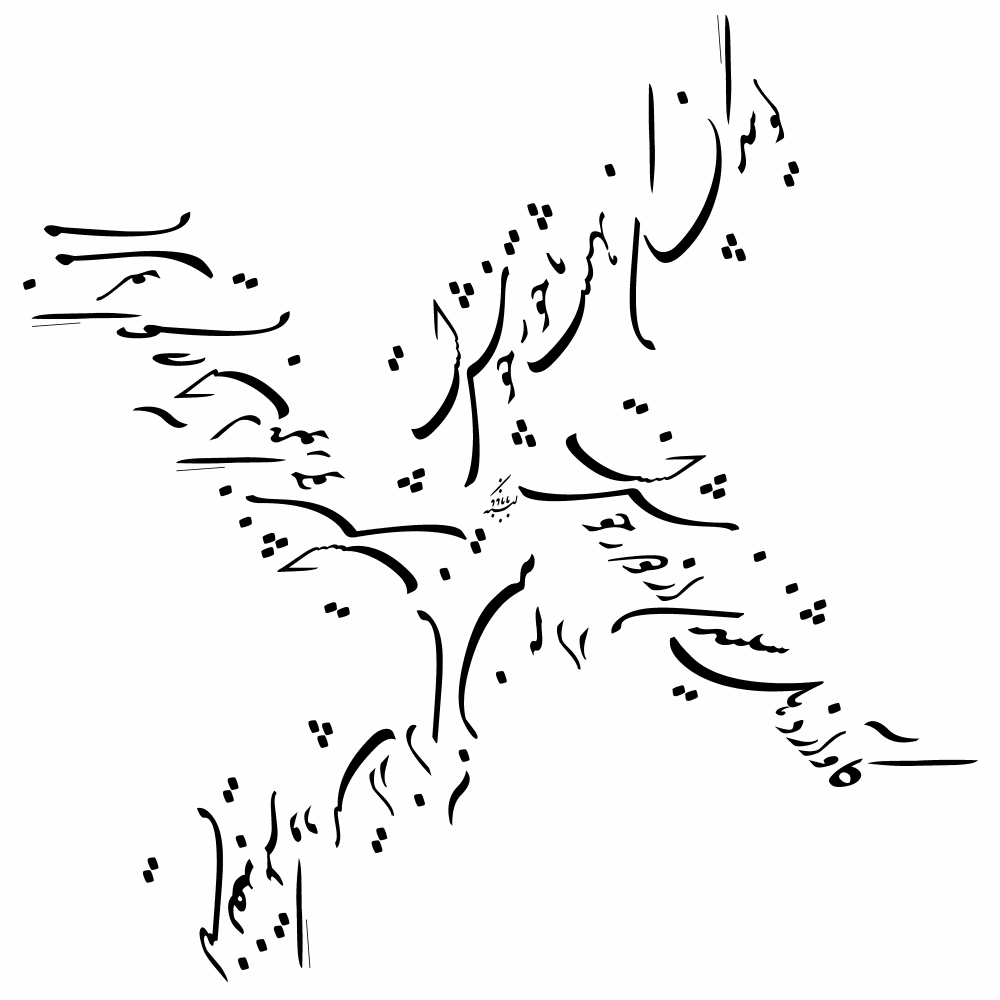

#### Nasztalik
Perzsiában már a kezdetektől a nasztalik írás honosodott meg a perzsa nyelvű szövegek lejegyzésére. Ezt mind a mai napig használják. Az íráskép elnevezése valójában a naszhi és a tálik összevonásából ered. Perzsiában és Indiában illetve Pakisztánban  használják irodalmi művek írására, ebben az írásfajtában születtek a perzsa költészet legszebb darabjai. A 17. századtól ebből fejlődött ki a betűképek zsugorításával vagy nyújtásával asikaszte stílus. 

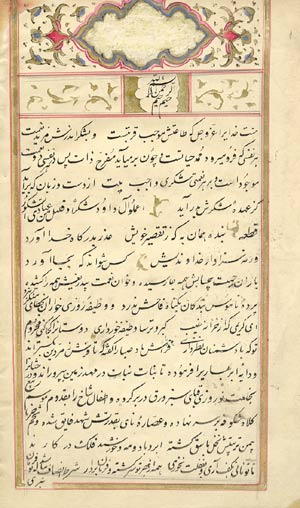
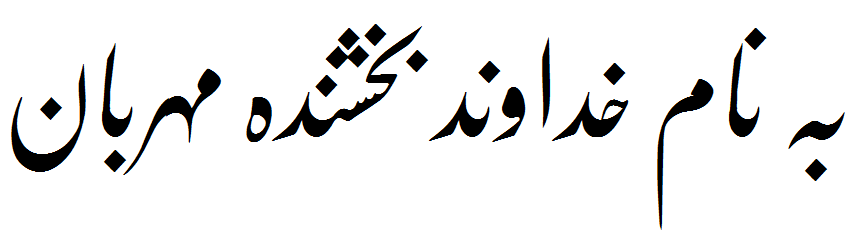
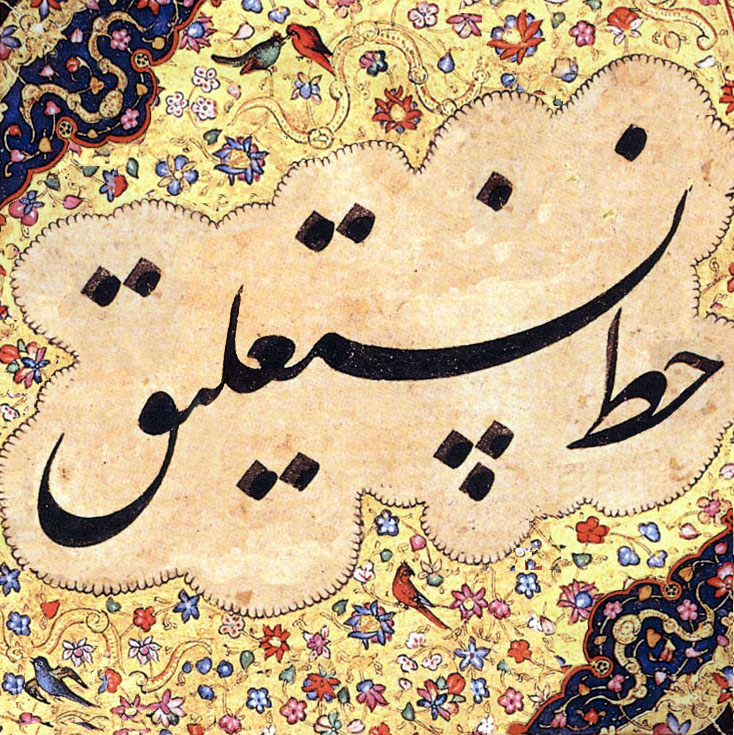

#### Muhakkak
A 10. században kialakult muhakkak jelentése: „teljesen megvalósult”  vagy „erősen kifejezett”. Sokrétű felhasználása volt, úgy a Korán finom kifejezéseinek lejegyzésére mint  építészeti díszítésre használták. A rajháni stílussal együtt használták, ami ennek egy kisebb betűkkel rendelkező változata. 
Şeyh Hamdullah finomította a 15. században és a 17. század végéig használatos volt. Ma már elavultnak tartják, de a biszmillah írására előszeretettel alkalmazzák ma is. 

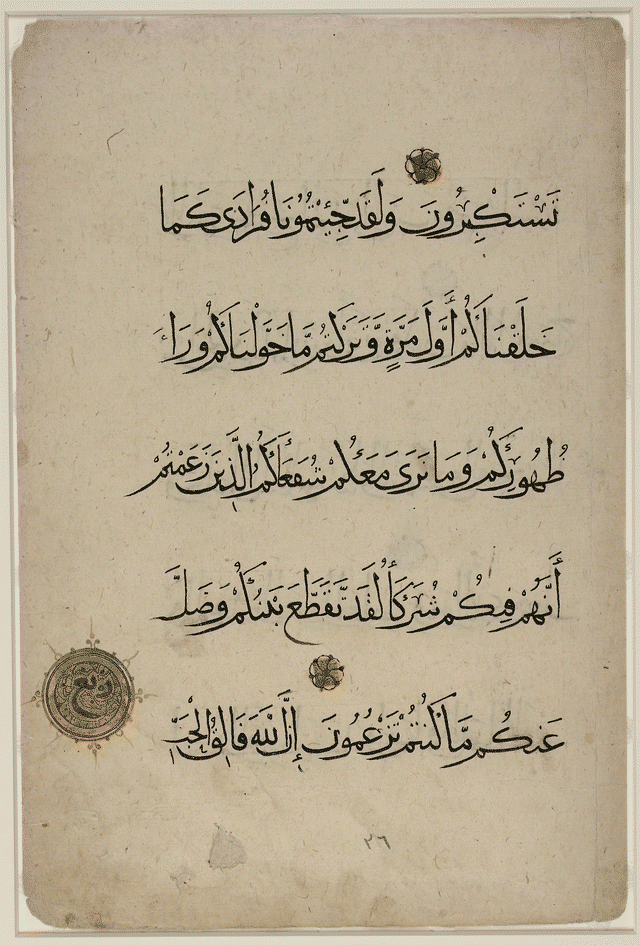
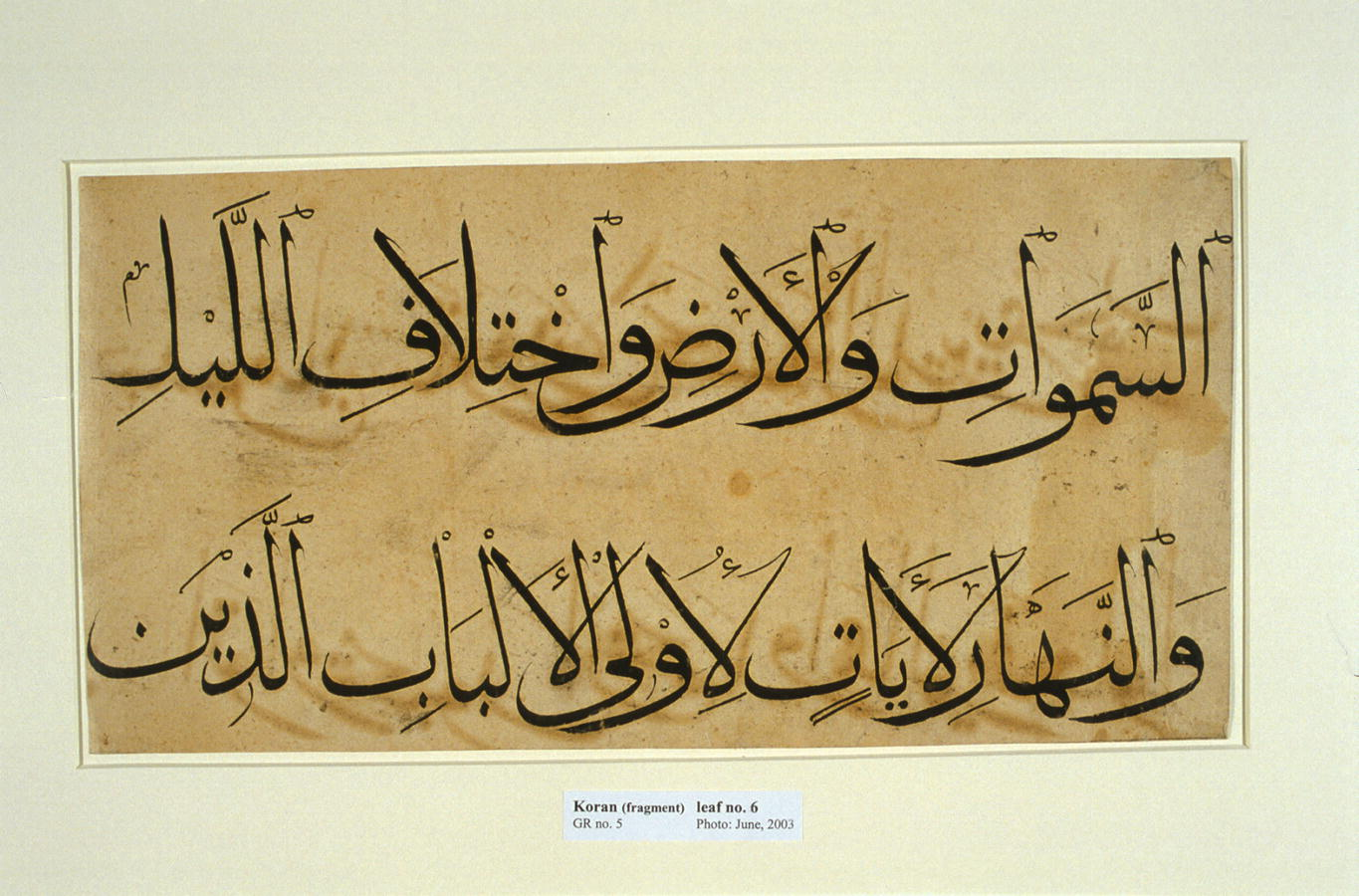
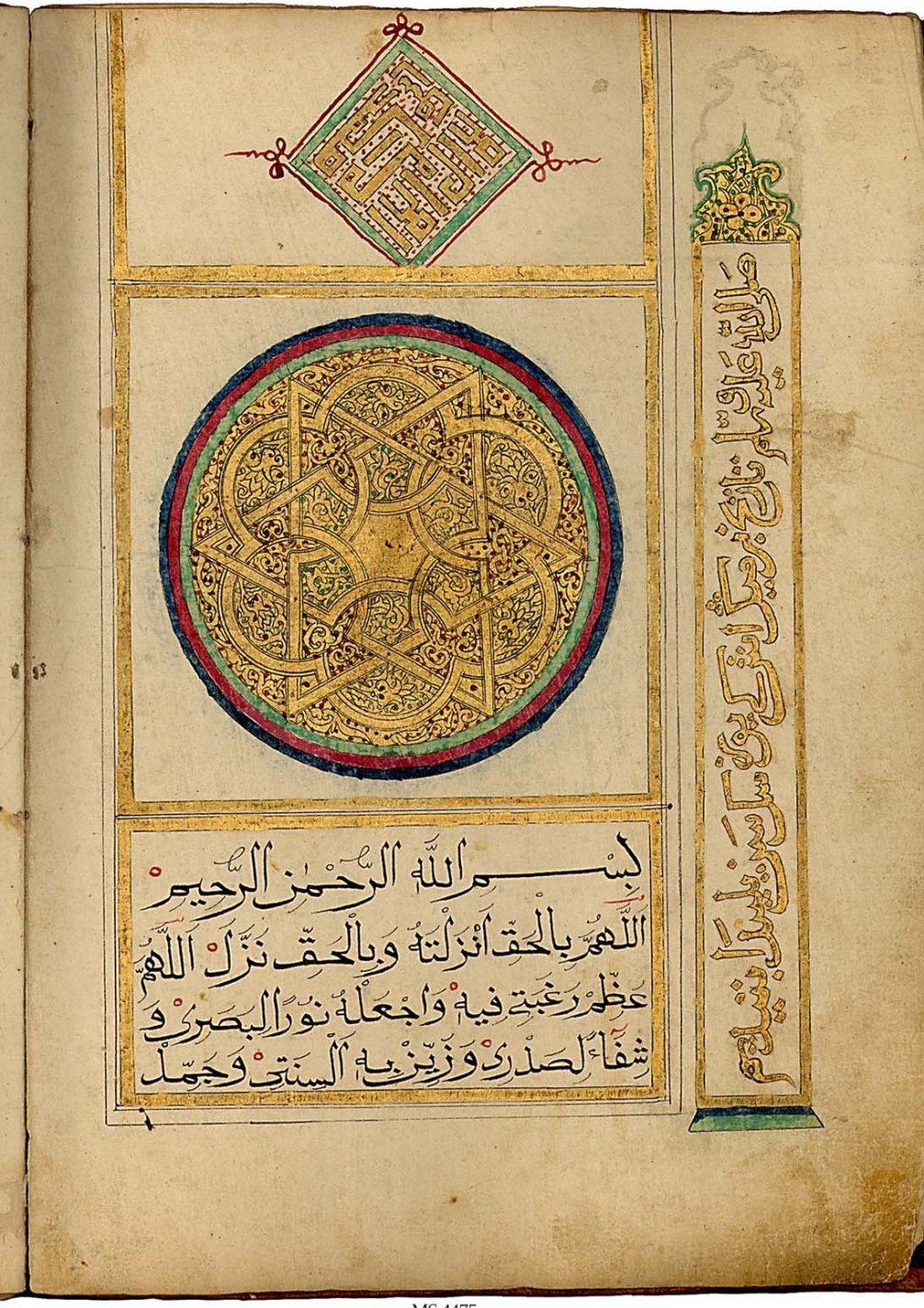

#### Rika
A rika stílus elnevezése  a ruq'a, vagyis folt nevéből származik, mivel gyakran kis papírdarabokra ebben az írással írtak kisebb szövegeket, vagy személyes levelezésre használták.  
A nagyobb tauki írást néha vegyítették a rikával. A 10. században alakult ki, és szintén  Şeyh Hamdullah finomította a 15. században. Mára már elavultnak tartják, de az oszmán-török írásfejlődés során ebből alakult ki a idzsaza (törökül Icaze) írásfajta. Jellemzője a lekerekített formájú betűtípusok. 
Azokat a karaktereket, amelyek amelyek nem kapcsolhatóak balra, gyakran  ún. jogosulatlan ligatúrákkal kötötték. 

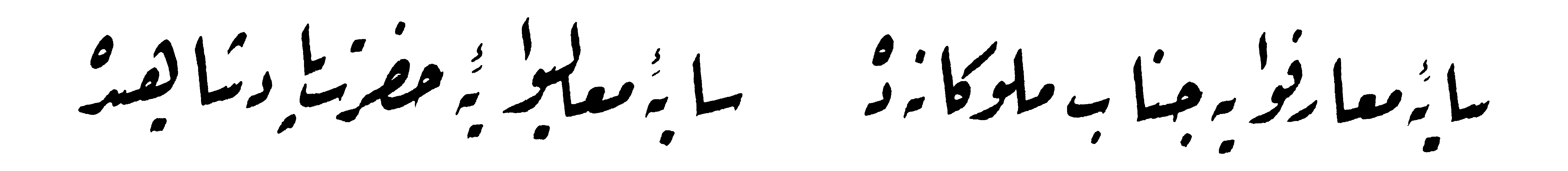
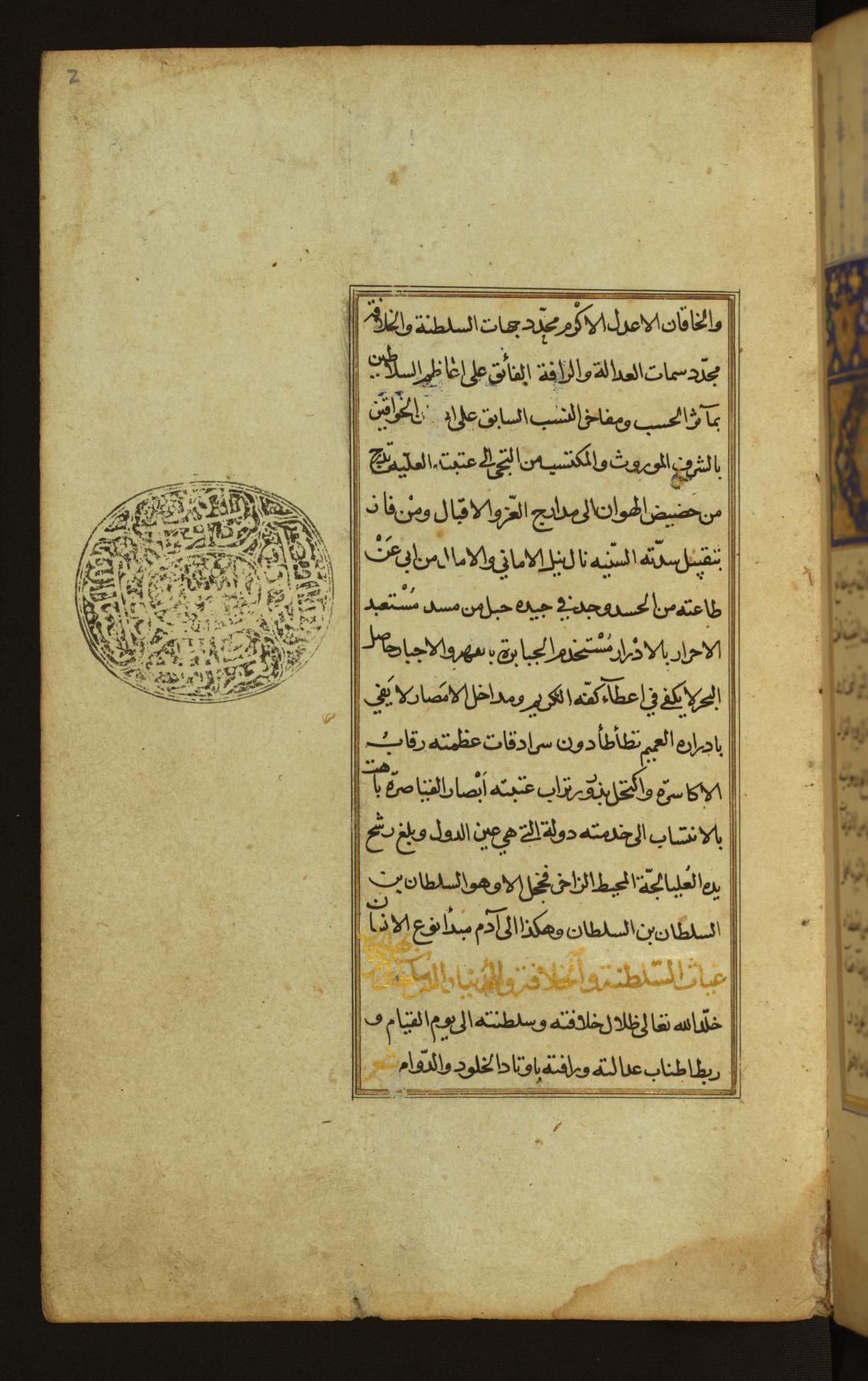

Szintén Şeyh Hamdullah finomította a már 10. századtól ismert írásfajtát, a  tauki írástípust, aminek  elnevezése a „uaka” arab igéből származik. Jelentése jel, mivel rendszeresen használták uralkodói rendeletek aláírására. A 19. században fokozatosan a diváni helyébe lépett. Leggyakrabban tekercseken, okleveleken, királyi okiratokon találkozhatunk ezzel a stílussal, többnyire  a rika írással együtt, ami ennek egy kisebb változata. Egyúttal a szulusz írástípus egy kisebb változatának is tekinthetjük.

#### Díváni
A nagyon gazdag  török kalligráfia nem különbözik alapvetően a keleti arab stílustól,  de szeret az írásba különféle „mágikus csomókat” és grafikai elemeket komponálni, illetve bizonyos írásjelek szimmeetrikus megkettőzését, amely érdekes módon a mongol művészetre emlékeztet. Az Oszmán Birodalomban a 16. században élt Şeyh Hamdullah a naszhi írást próbálta olvashatóbbá tenni, amit 18. századi Háfiz Oszmán tovább egyszerűsített. Itt fejlődött ki a díváni írás is, ami a sikasztéhoz hasonlóan szintén nehezen olvasható, és az írásképben feltűnik a tuğra, a szultán nevének bonyolult kalligráfiával rajzolt változata.

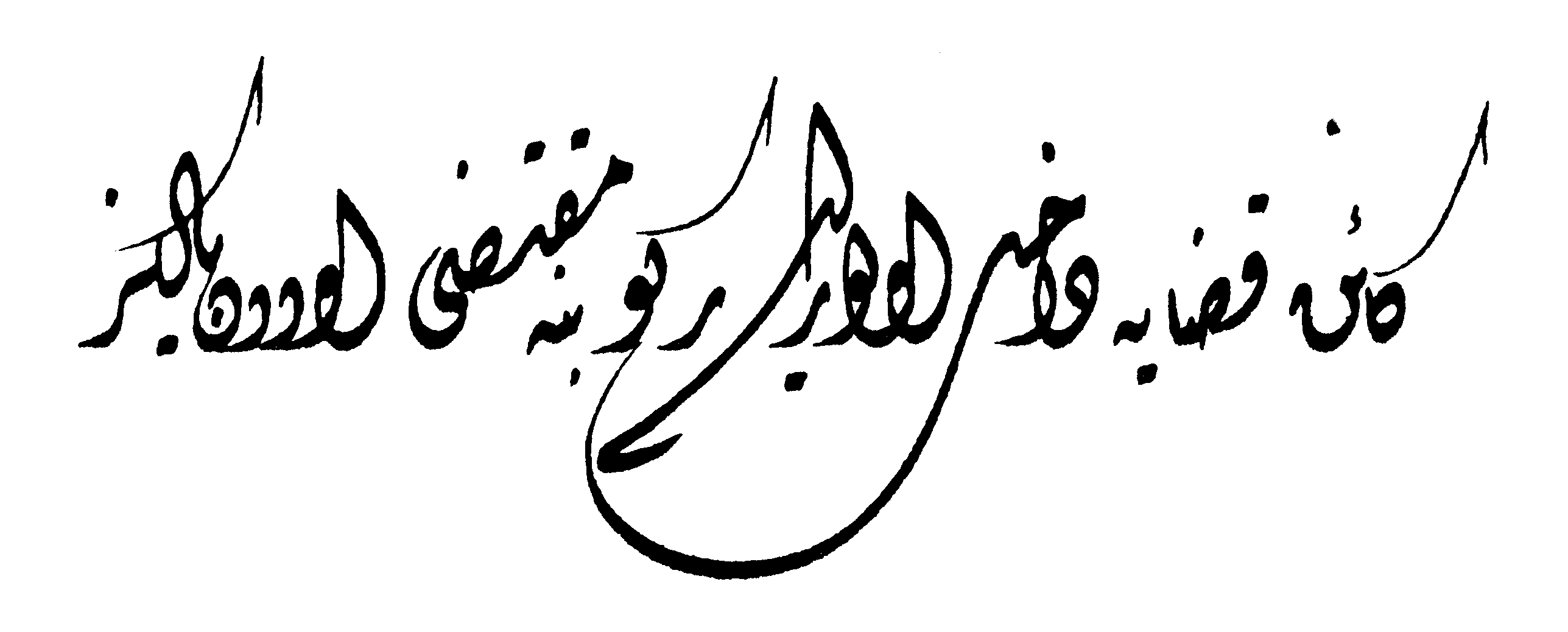
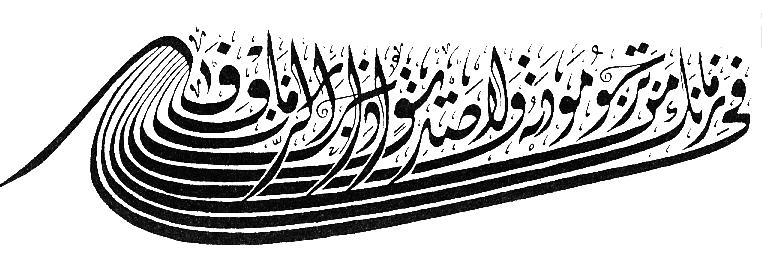
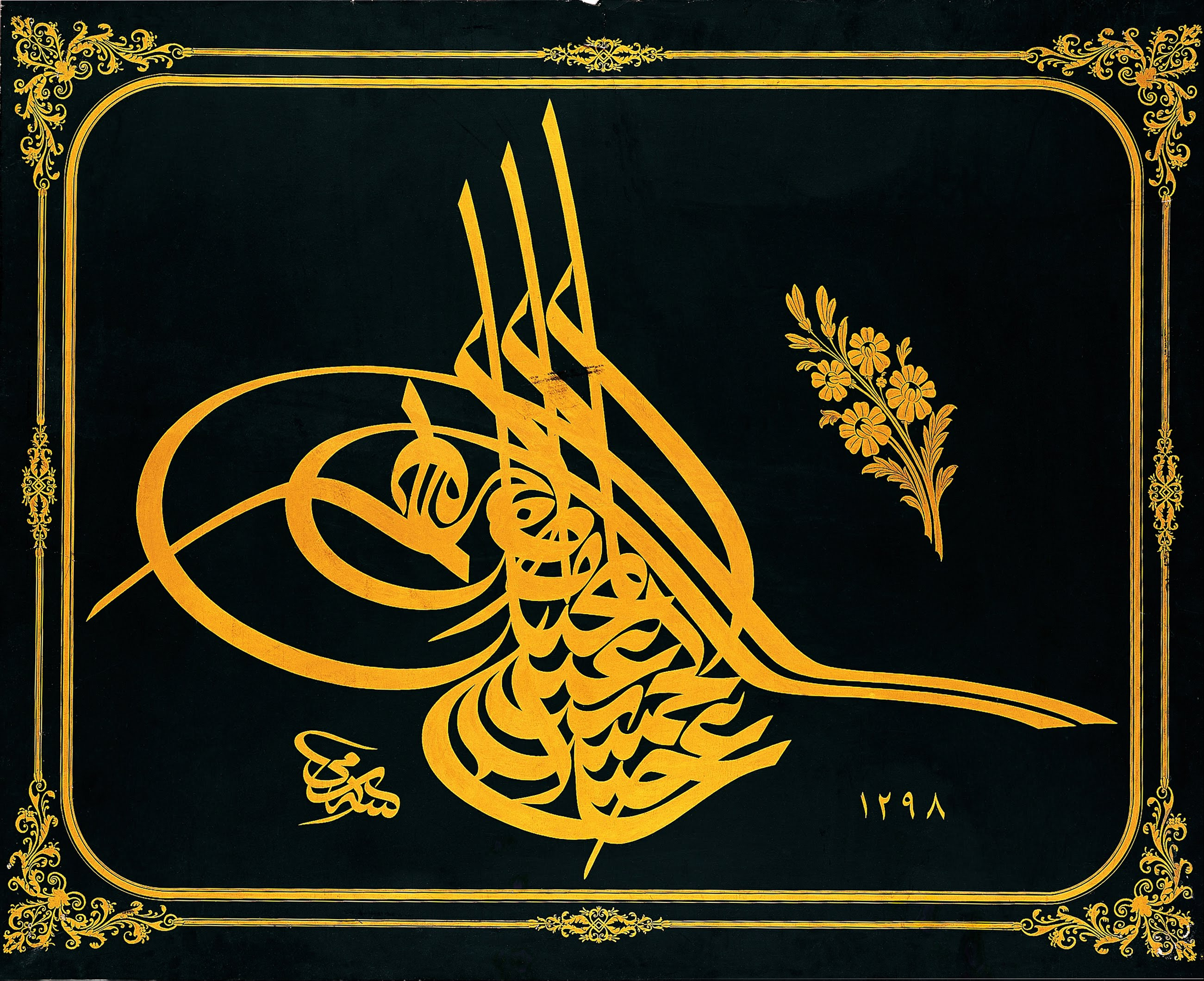

A pergament a 8. században a Kínából érkező papír helyettesítette, amit hamarosan az irodalmi művek, publikációk robbanásszerű fejlődése követett. A 12. századtól már a Korán lejegyzése sem kizárólag a kúfi szolgált, egyre nagyobb szerepet kapott a naszhi, muhakkak és a rika is.

## Az építészetben
- Faragott kalligráfia a delhi Kutub Minár falán
- Bara Gumbad mecset kapuboltozatának feliratai a delhi Lodhi-kertben
- Az iszfaháni Lotfolláh sejk-mecset boltíveinek feliratai
- A hodzsai Ahmed Jaszavi mauzóleum  színes kúfi írással írt Allah és Mohamed nevét  megjelenítő csempéivel
- Kalligráfia a granadai Alhambra erődben
- A gúridák korában épült minaret az afganisztáni Dzsamban

## Híres kalligráfusok
- Ibn Mukla, megh. 939
- Ibn al-Bavváb  megh. 1022
- Jakut al-Musztaszimi, megh. 1298
- Şeyh Hamdullah, 1436–1520
- Ahmed Karahiszari, 1468–1556
- Mir Ali Heravi, megh. 1544
- Ali Reza Abbászi, 16./17. évszázad
- Mir Emad Ghazvini, megh. 1615
- Sejjid Kászim Gubari, megh. 1625
- Háfiz Oszmán, 1642–1698
- Mohammad Reza Emami, 17. évszázad